# Ægte guldsmede
Ægte guldsmede (underordenen Anisoptera) er vingede insekter, hvis larver er vanddyr. De ægte guldsmede kendes fra den anden store gruppe af guldsmede, vandnymfer (Zygoptera) på, at det bageste vingepar er bredere end det forreste. Desuden holdes vingerne i hvilestilling vinkelret ud fra kroppen. Vingerne er ofte helt klare (gennemsigtige). Ægte guldsmede er eminente flyvere, der både kan opnå en høj fart (op til 35-40 kilometer i timen) og manøvrere ved at bøje skarpt. Den evner også at stå stille i luften i flere minutter som en helikopter. For- og bagvingerne kan bevæges uafhængigt af hinanden, hvilket hjælper guldsmedens uovertrufne flyveegenskaber. Orienteringen under flugten muliggøres blandt andet af deres gode syn. Hvert af guldsmedens to store øjne består i virkeligheden, som hos mange andre insekter, af mange enkeltøjne (over 30.000 hos guldsmede), der sidder meget tæt ved siden af hinanden, såkaldt sammensatte øjne, eller facetøjne. Guldsmeden er i stand til at se på en afstand af 15-20 meter i alle retninger.
Guldsmede er nært beslægtede med vandnymfer. Man kender en guldsmed på, at den i hvile holder vingerne vinkelret ud fra kroppen, mens en vandnymfe holder vingerne foldet ned langs kroppen.

## Levevis
En voksen guldsmed lever over vandet, mens guldsmedelarver lever i vandet. De voksne guldsmede tager insekter i luften og holder dem fast med benene. De er i stand til at æde byttet, mens de er på vingerne. Når en voksen guldsmed har fundet et sted at søge føde, så forsvares stedet over for andre guldsmede.
Guldsmedelarverne tager insektlarver og -nymfer, haletudser og små fisk.

### Nymfer
Når en guldsmedlarve kommer frem af ægget i en sø eller et vandløb, søger den ned til bunden, hvor den dernæst opholder sig i 3-4 år, inden den forvandler sig til den voksne guldsmed. Larvens lange, tynde ben er ikke rettet fremad, som hos den voksne guldsmed, men vender derimod ud til siderne, så de er velegnede som ganglemmer. Den bevæger sig dog kun langsomt.

## Danske arter
Nogle af de knap 40 danske arter af guldsmede, inddelt i familier:
- Familie Aeshnidae
  - Blå mosaikguldsmed (Aeshna cyanea) hører til de største guldsmede, der findes i Danmark. Den er 7-8 cm lang og har et vingefang på op til 11 cm. Den kendes let størrelsen og på farven, der er brunlig på brystet med to gullige striber på hver side og mørk på bagkroppen med blå pletter. Den ses oftest i nærheden af en sø eller mose, men kan også findes i skovlysninger.
  - Brun mosaikguldsmed (Aeshna grandis).
  - Kileplet-mosaikguldsmed (Aeshna isoceles).
  - Siv-mosaikguldsmed (Aeshna juncea).
  - Håret mosaikguldsmed (Brachytron pratense).
  - Stor kejserguldsmed (Anax imperator).
- Familie Cordulegasteridae
  - Kongeguldsmed (Cordulegaster boltoni).
- Familie Corduliidae
  - Grøn smaragdlibel (Cordulia aenea).
  - Toplettet falkelibel (Epitheca bimaculata).
- Familie Libellulidae
  - Sort hedelibel (Sympetrum danae).
  - Blodrød hedelibel (Sympetrum sanguineum).
  - Almindelig hedelibel (Sympetrum vulgatum).
  - Gulvinget hedelibel (Sympetrum flaveolum).
  - Nordisk kærguldsmed (Leucorrhinia rubicunda).
  - Lille kærguldsmed (Leucorrhinia dubia).
  - Fireplettet libel (Libellula quadrimaculata).